# Tricorn Peak
Tricorn Peak är en bergstopp i Antarktis. Den ligger i Östantarktis. Australien gör anspråk på området. Toppen på Tricorn Peak är 2 320 meter över havet, eller 320 meter över den omgivande terrängen. Bredden vid basen är 2,1 km.
Terrängen runt Tricorn Peak är huvudsakligen kuperad, men norrut är den platt. Trakten är obefolkad. Det finns inga samhällen i närheten.